# Die Leichenbraut

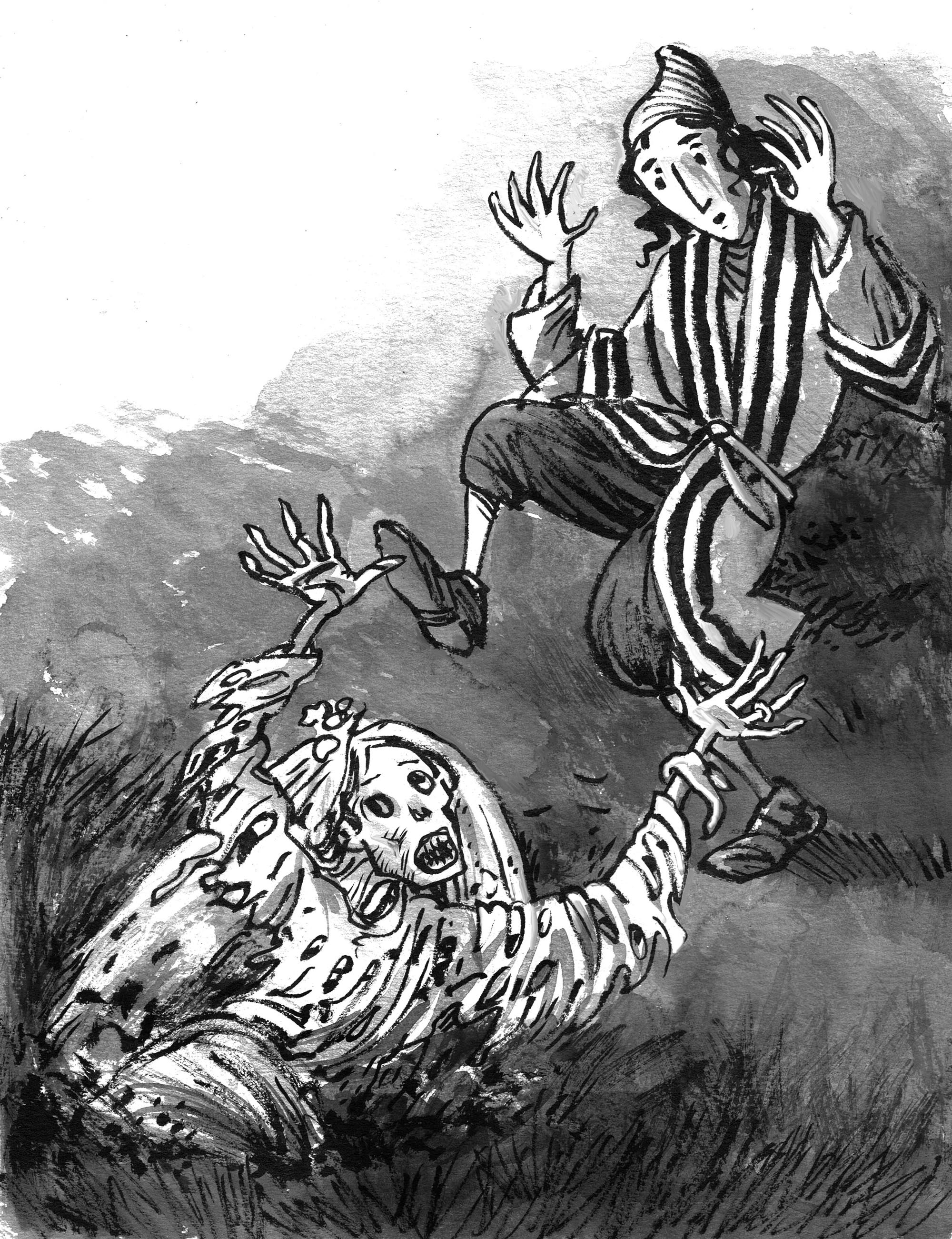
Illustration (2013)

Die Leichenbraut (russisch Мёртвая невеста, Transkr. Mjortwaja newesta, wörtlich Die tote Braut) ist ein russisches Volksmärchen aus dem 19. Jahrhundert, das vermutlich auf einer älteren jüdischen Sage aus dem 16. Jahrhundert basiert. Das Märchen handelt von einem jungen Mann, der versehentlich eine Leiche heiratet. Bekanntheit erlangte das Märchen durch die Verfilmung Corpse Bride – Hochzeit mit einer Leiche von Tim Burton aus dem Jahr 2005.

## Hintergründe
Der jüdische Folklorist Howard Schwartz, Professor an der University of Missouri–St. Louis, veröffentlichte 1987 die Sammlung „Lilith’s Cave: Jewish Tales of the Supernatural“. Darin befindet sich das Märchen unter dem Namen „The Finger“ (dt. Der Finger). Als Quelle nannte er dabei das Buch „Shivhei ha-Ari“ aus dem 17. Jahrhundert und verwies darauf, dass die Erzählung darin auf Isaak Luria zurückgehe. Dieser habe die Sage bereits im 16. Jahrhundert niedergeschrieben. Diese Nacherzählung unterscheidet sich in einigen Details. So trägt dort der Bräutigam den Namen Reuven und der Handlungsort wird mit Safed konkretisiert. Teils wird der Ursprung im Russland des späten 19. Jahrhunderts gesehen. Das jüdische Märchen behandele so auch die Pogrome, die in Russland ab 1881 vermehrt auftraten. Die Leichenbraut wird dabei als Pogromopfer betrachtet, da russische Banden teils gezielt jüdische Hochzeitsgesellschaften angriffen. Ob das Märchen in Russland entstand oder dort erst popularisiert wurde, lässt sich heute nicht mehr zweifelsfrei rekonstruieren.
Auch in anderen Kulturkreisen entstanden Balladen und Märchen mit ähnlichem Hintergrund, etwa Lenore von Gottfried August Bürger, Die Braut von Korinth von Goethe, insbesondere auch Die todte Braut von Aloys Schreiber, sowie Die Todtenbraut aus dem Gespensterbuch von Friedrich August Schulze.
Im Christentum gab es zudem den Brauch der Totenhochzeit.
Bei Tim Burtons Verfilmung Corpse Bride – Hochzeit mit einer Leiche fehlen sämtliche jüdischen Elemente, die teils christlich ersetzt wurden. Auf Deutsch publiziert wurde das Märchen bislang nicht.

## Inhalt
Ein junger Mann begab sich mit einem Freund auf den Weg in das Dorf seiner Verlobten. Nachts lagerten sie an einem Fluss, als der Bräutigam einen merkwürdigen Zweig aus der Erde ragen sah. Beide Freunde scherzten über diesen Zweig. Der Bräutigam nahm den Ehering aus seiner Tasche und steckte ihn an den Zweig und begann, den jüdischen Hochzeitstanz dreimal um den Zweig zu vollführen, dabei ein Hochzeitslied zu singen und den Heiratsschwur aufzusagen, was seinen Freund sehr belustigte. Plötzlich erbebte die Erde unter ihren Füßen. Die Erde unter dem Zweig öffnete sich und daraus erhob sich eine Leiche. Am zerrissenen, alten Brautkleid noch als Braut erkennbar, doch körperlich kaum mehr als ein Skelett, das von Fetzen aus Haut zusammengehalten wird. Würmernetze bedeckten das einst perlenbesetzte Mieder und den verschlissenen Schleier.
Die beiden Jünglinge reagierten entsetzt. Da begann die Leichenbraut zu sprechen: „Du hast den Hochzeitstanz getanzt, mir die Ehe versprochen und den Ring an meinen Finger gesteckt. Jetzt sind wir Mann und Frau. Ich fordere meine Rechte als deine Braut ein.“
Erschaudert und angsterfüllt flohen die beiden Männer in das Dorf, wo seine eigentliche Braut auf ihn wartete. Sofort suchten sie den Rabbi auf. Der Bräutigam erzählte dem Rabbi von der Situation und fragte, ob dies wirklich ein gültiges Eheversprechen wäre. Der Rabbi hingegen erbat sich Bedenkzeit, als der Wind die Tür aufblies und im Türrahmen die Leichenbraut erschien. Sie wiederholte ihren Anspruch auf diesen Ehemann, denn er habe ihr die Ehe versprochen und den Ring an ihren Finger gesteckt. Der Rabbi erkannte eine verzwickte Situation und müsse sich erst mit anderen Rabbis beraten.
Alle Rabbis der Gegend berieten über den Fall, während die Männer besorgt auf deren Entscheidung warteten. Auch die Leichenbraut wartete ungeduldig und äußerte, sie wolle endlich die Hochzeitsnacht mit ihrem Mann vollziehen, was den Mann erschaudern ließ. Da erschien die lebende Braut, um sich zu erkundigen, was denn vor sich ginge. Als ihr Verlobter sie aufklärt, verzweifelt sie. Nun wären all ihre Hoffnungen und Träume ruiniert, niemals würde sie heiraten und eine Familie haben.
Die Rabbis traten in den Raum und fragten erneut nach, ob der Mann tatsächlich den Hochzeitstanz getanzt, das Eheversprechen ausgesprochen und den Ring an den Finger der Leiche gesteckt habe. Die beiden Männer nickten mit den Köpfen und ernsten Blickes zogen sich die Rabbis erneut zurück. Die junge Braut weinte bitterliche Tränen, während die Leichenbraut sich auf die ersehnte Hochzeitsnacht freute.
Dann erschienen die Rabbis, um ihre Entscheidung zu verkünden. Da der Mann den Hochzeitstanz getanzt, das Eheversprechen ausgesprochen und den Ring an den Finger der Leichenbraut gesteckt hat, sei dies eine gültige Eheschließung. Allerdings, so fügten sie hinzu, haben sie entschieden, dass die Toten keinen Anspruch auf die Lebenden haben. Die junge Braut war erleichtert, die Leichenbraut aber heulte, nun würden sich niemals ihre Träume erfüllen, ihre letzte Gelegenheit sei dahin. Ihr Körper brach auf dem Boden in sich zusammen und zurück blieb nur ein lebloser Haufen Knochen in einem zerlumpten Brautkleid.
Die junge Braut überkam Mitleid. Sie kniete sich über die Überreste der Leichenbraut, nahm diese in den Arm, wiegte sie und murmelte und sang ein Versprechen: „Mach dir keine Sorgen, ich werde deine Träume für dich leben, ich werde deine Hoffnungen für dich leben, ich werde deine Kinder für dich haben, ich werde genug Kinder für uns beide haben und du kannst in Frieden ruhen.“ Sie versprach der Leichenbraut zudem, sie nie zu vergessen. Mit ihren Knochen im Arm ging sie zum Flussufer und begrub sie dort sorgsam, mitsamt arrangiertem Hochzeitskleid und dem Ehering an ihrem Finger. Die Leiche schien glücklich zu wirken, als wüsste sie, dass ihre Wünsche erfüllt würden.
Anschließend heiratete die junge Braut ihren Bräutigam in einer feierlichen Zeremonie und sie lebten fortan glücklich. All ihren Kindern und Enkelkindern wurde stets die Geschichte der Leichenbraut erzählt, damit diese nicht in Vergessenheit gerät.